# Seznam angleških fizikov
Seznam angleških fizikov.

## A
- John Adams (1920 – 1984)
- Edward Andrade (1887 – 1971)
- Edward Victor Appleton (1892 – 1965)  1947
- Francis William Aston (1877 – 1945)  1922

## B
- John Evan Baldwin (1934 – 2010) (astrofizik)
- Julian Barbour (1937 –)
- Charles Glover Barkla (1877 – 1944)  1917
- Peter Barlow (1776 – 1862)
- Stephen Mark Barnett
- John David Barrow (1952 –)
- Abraham Bennet (1749 – 1799)
- Tim Berners-Lee (1955 –)
- James Binney (1950 – )
- Patrick Maynard Stuart Blackett (1897 – 1974)  1948
- David Bohm (1917 – 1992) (ameriško-brazilsko-britanski)
- Robert Boyle (1627 – 1691)
- Charles Vernon Boys (1855 – 1944)
- William Henry Bragg (1862 – 1942)  1915

## C
- Philip Candelas (1951 –)
- John Canton (1718 – 1772)
- John Lawrence Cardy (1947 –)
- Brandon Carter (1942 –)
- Michael Cates (1961 –)
- Henry Cavendish (1731 – 1810)
- James Chadwick (1891 – 1974)  1935
- Ernst Boris Chain (1906 – 1979) (nem.-britanski Jud)
- John Clarke (1942 –)
- John Douglas Cockcroft (1897 – 1967)  1951
- Steven Cowley (1959 –)
- Francis Crick (1916 – 2004)  1962
- William Crookes (1832 – 1919)

## D
- John Bourke Dainton (1947 –)
- Alexander Dalgarno (1928 – 2015)
- John Dalton (1766 – 1844)
- John Frederic Daniell (1790 – 1845)
- Charles Galton Darwin (1887 – 1962)
- Paul Charles William Davies (1946 –)
- Humphry Davy (1778 – 1829)
- Herbert Dingle (1890 – 1978)
- Paul Adrien Maurice Dirac (1902 – 1984)  1933
- Cyril Domb (1920 – 2012) (angl.-izraelski)
- Freeman John Dyson (1923 – 2020) (angl.-amer.)

## E
- William Henry Eccles (1875 – 1966)
- Arthur Stanley Eddington (1882 – 1944)
- Louis Essen (1908 – 1997)

## F
- Michael Faraday (1791 – 1867)
- Michael Ellis Fisher (1931 – 2021)
- John Ambrose Fleming (1849 – 1945)
- Ralph Howard Fowler (1889 – 1944)
- Geoffrey C. Fox (1944 –) (angleško-ameriški)
- Paul Frampton (1943 –)

## G
- Dennis Gabor (Gábor Dénes) (1900 – 1979)  1971
- Andre Konstantin Geim (1958 –) (rusko-nizoz.-britanski)  2010
- Gary William Gibbons (1946 –)
- William Gilbert (1544 – 1603)
- Peter Goddard (1945 –)
- Jeffrey Goldstone (1933 –)
- George Green (1793 – 1841)
- Michael Boris Green (1946 –)
- Frederick Guthrie (1833 – 1886)

## H
- Dirk ter Haar (1919 – 2002)
- George Hadley (1685 – 1768)
- Stephen Hales (1677 – 1761)
- Edmond Halley (1656 – 1742)
- Douglas Rayner Hartree (1897 – 1958)
- Stephen Hawking (1942 – 2018)
- Oliver Heaviside (1850 – 1925)
- John Herapath (1798 – 1868)
- Antony Hewish (1924 – 2021)  1974
- William Mitchinson Hicks (1850 – 1934)
- Higgs
- Basil Hiley (1935 – 2025)
- Cyril Hilsum (1925 –)
- Edward Hinds (1949 –)
- Robert Hooke (1635 – 1703)
- John Hopkinson (1849 – 1898)
- Fred Hoyle (1915 – 2001)
- (Andrew Huxley 1917 – 2012) (biofizik)

## I
- Christopher Isham (1944 –)

## J
- James Hopwood Jeans (1877 – 1946)
- James Prescott Joule (1818 – 1889)

## K
- Henry Kater (1777 – 1835)
- Thomas Walter Bannerman Kibble (1932 – 2016)
- Gowin Knight (1713 – 1772)
- Nicholas Kurti (1908 – 1998)

## L
- Anthony James Leggett (1938 –)  2003 (angleško-ameriški)
- Frederick Aleksander Lindemann (1886 – 1957)
- Michael Lockwood (1954 –)
- Oliver Joseph Lodge (1851 – 1940)
- Bernard Lovell (1913 – 2012)
- Andrew Geoffrey Lyne (1942 –)

## M
- Peter Mansfield (1933 – 2017)   2003 (fiziologija/medicina)
- Henry Moseley (1887 – 1915)
- Nevill Francis Mott (1905 – 1996)  1977

## N
- Alan Nunn May (1911 – 2003)
- Isaac Newton (1643 – 1727)

## P
- Timothy Noel Palmer (1952 –)
- Rudolf Ernst Peierls (1907 – 1995)
- John Brian Pendry (1944 –)
- Roger Penrose (1931 –)  2020
- Ian Colin Percival (1931 –)
- Malcolm John Perry (1951 –)
- Felix Pirani (1928 – 2015)
- John Polkinghorne (1930 – 2021)
- Kenneth Alwyne Pounds (1934 –)
- Cecil Frank Powell (1903 – 1969)  1950
- John Henry Poynting (1852 – 1914)
- Joseph Priestley (1733 – 1804)
- William Prout (1785 – 1850)

## R
- John William Strutt Rayleigh (1842 – 1919)  1904
- Osborne Reynolds (1842 – 1912)
- Owen Willans Richardson (1879 – 1959)  1928
- Graham Garland Ross
- Arthur William Rucker (1848 – 1915)
- Ernest Rutherford (1871 – 1937) (novozelandsko-angleški)
- Martin Ryle (1918 – 1984)  1974

## S
- Edward Sabine (1788 – 1883)
- Abdus Salam (Pakistanec)  1979
- Dennis William Sciama (1926 – 1999)
- Michael John Seaton (1923 – 2007)
- Tony Skyrme (1922 – 1987)
- Derek John de Solla Price (1922 – 1983)
- Joseph Wilson Swan (1828 – 1914)
- William Francis Gray Swann (1884 – 1962)

## T
- Geoffrey Ingram Taylor (1886 – 1975)
- Harold Neville Vazeille Temperley (1915 – 2017)
- Llewellyn Hilleth Thomas (1903 – 1992)
- Benjamin Thompson (1753 – 1814)
- George Paget Thomson (1892 – 1975)  1937
- Joseph John Thomson (1856 – 1940)  1906
- Grenville Turner  (1936 – 2024)
- John Tyndall  (Irec)

## W
- John Clive Ward (1924 – 2000)
- Colin Webb (1937 –)
- Bryan Webber (1943 –)
- Charles Wheatstone (1802 – 1875)
- Maurice Wilkins (1916 – 2004)  1962
- William Hyde Wollaston (1766 – 1828)

## Y
- Thomas Young (1773 – 1829)